# MV Rozi
Le Rozi est un remorqueur, construit en 1958 à Bristol en Angleterre. Il fut exploité au Royaume-Uni, puis à Malte, avant d'être désarmé. Il fut coulé en 1992 au large de Cirkewwa, pour devenir une épave artificielle. C'est aujourd'hui l'un des sites de plongée les plus renommés de l'archipel.

## Histoire

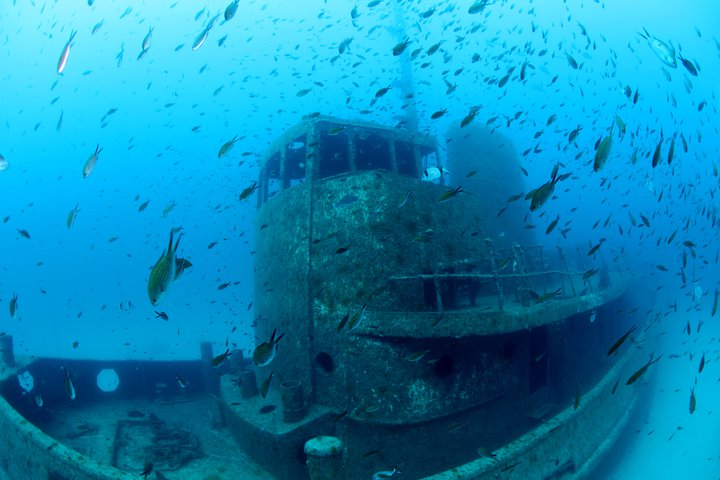
La cheminée et le château vus de l'avant

Le Rozi fut construit à Bristol en  1958 par Charles Hill & Sons Ltd, pour le compte de Johnston Warren Lines Ltd de Liverpool et lancé sous le nom de Rossmore. Il fut rebaptisé Rossgarth en 1969 et revendu sous ce nom en 1972 à Misfud Brothers Ltd, une compagnie de remorquage maltaise. La même année, il quitta définitivement Liverpool pour Malte où il fut enregistré.
En 1981, revendu à Tug Malta, il fut rebaptisé Rozi, son nom définitif. Revendu une dernière fois à Captain Morgan Cruises, il fut sabordé en 1992 sur un fond sableux à 130 mètres à l'ouest du phare de Cirkewwa pour servir d'attraction à un sous-marin touristique.
Si celui-ci n'est plus exploité depuis des années, le site reste l'un des plus populaires de l'île pour la plongée loisir. Il attire chaque année des centaines de plongeurs, venus du monde entier.

## L'épave

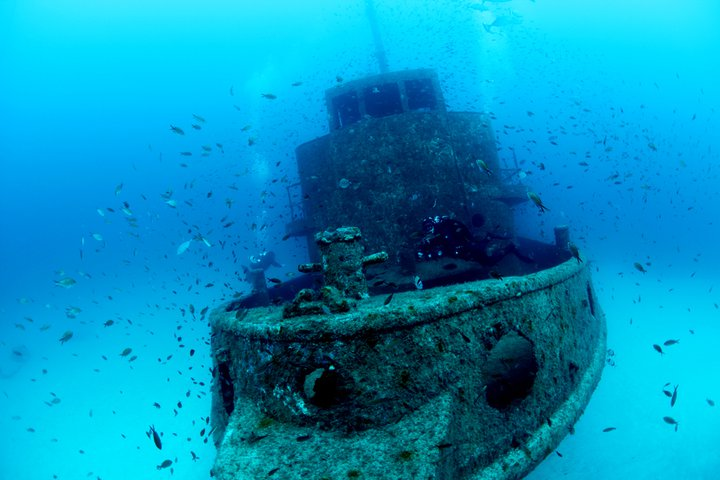
L'épave vue de l'avant

L'épave est posée à plat sur un fond sableux à une profondeur de 36 mètres. On y accède en général par le parking réservé aux plongeurs, qui est situé juste à côté de l'embarcadère de Gozo Ferry à Cirkewwa. L'accès à la mer se fait juste en dessous du phare, où on descend par un plan incliné de quelques mètres jusqu'à une plate-forme, qui permet de sauter dans l'eau, dans une petite crique abritée. On peut y vérifier son équipement et s'immerger à une profondeur de trois à cinq mètres.
Il faut alors suivre le récif (cap au 300) jusqu'au bout, puis palmer environ cinq minutes à faible profondeur pour arriver sur l'épave par l'arrière. Le gouvernail est intact mais l'hélice a été enlevée.
On peut alors remonter par la poupe jusqu'à la salle des machines, où il est possible de rentrer. À noter que le moteur aussi est absent. L'intérêt principal de l'épave se trouve dans ses parties hautes (passerelle, mât), en raison de la densité de bancs de poissons (sars, castagnoles), qu'on peut y trouver et des effets de lumière en provenance de la surface.
Il ne faut pas non plus hésiter à s'écarter un peu sur le sable pour avoir une vue générale du Rozi.

## Galerie

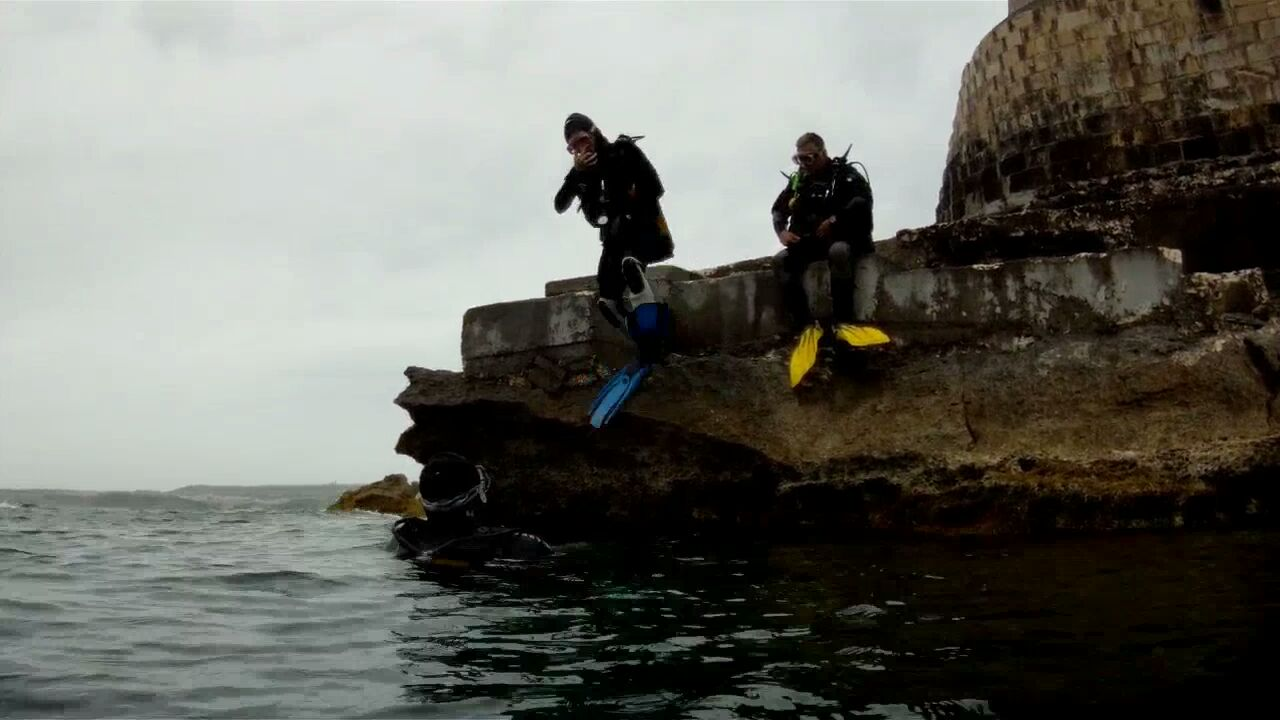
La mise à l'eau sous le phare
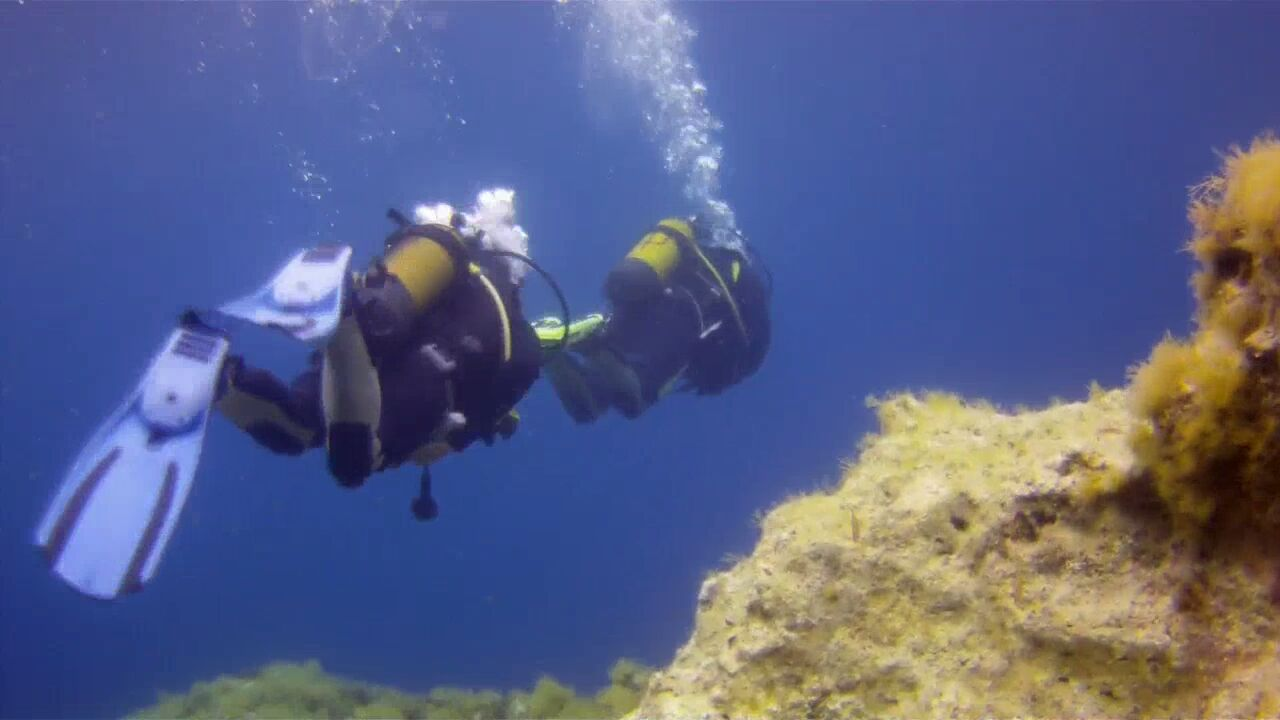
En route pour l'épave le long du récif
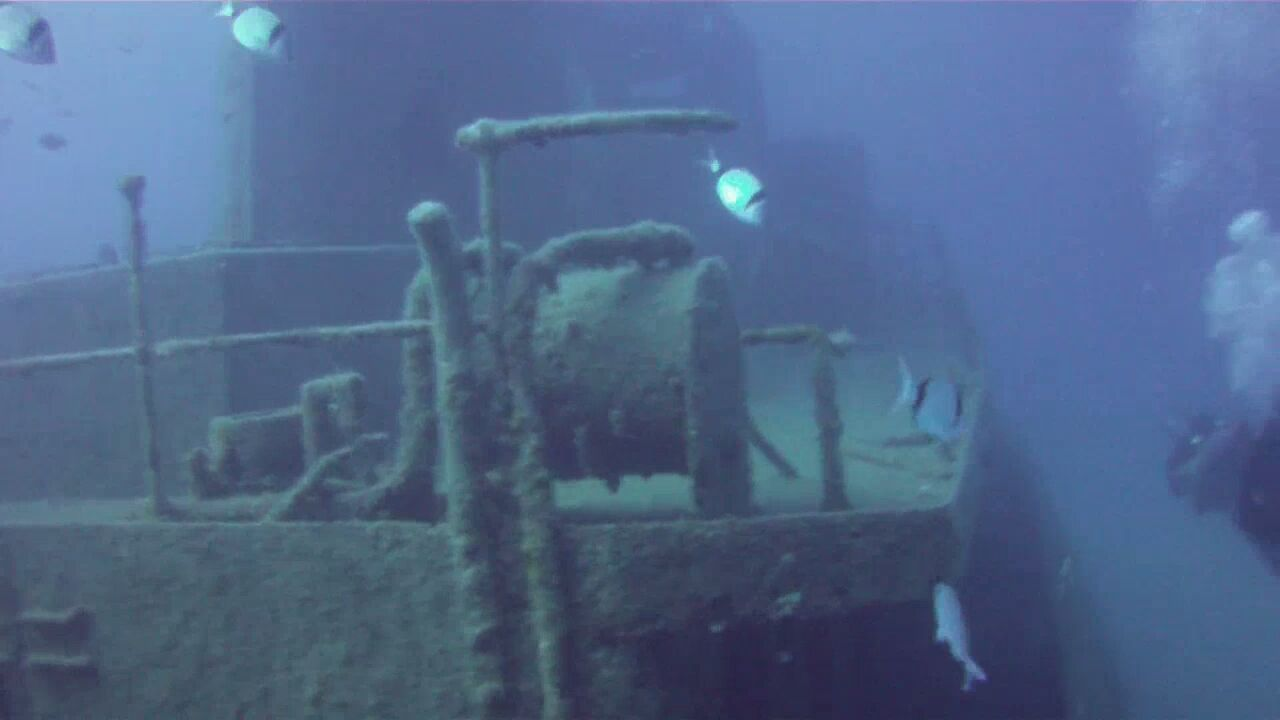
L'arrivée sur l'épave par l'arrière
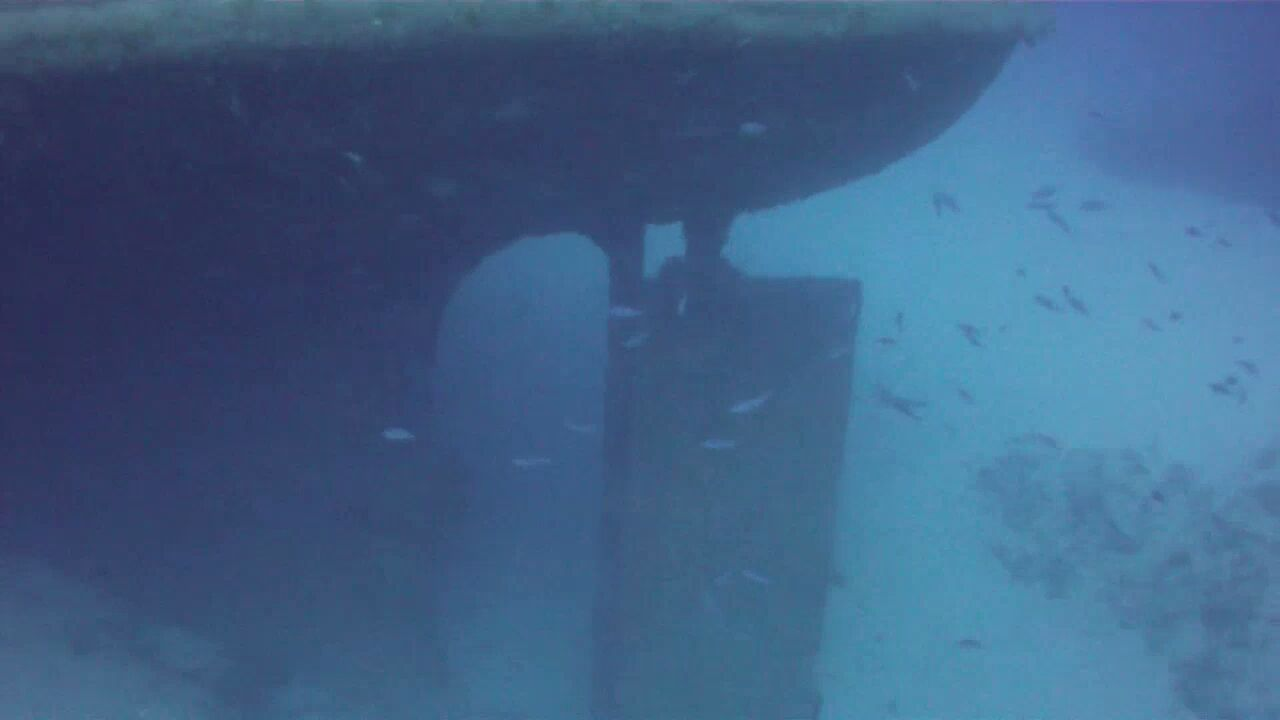
Le gouvernail
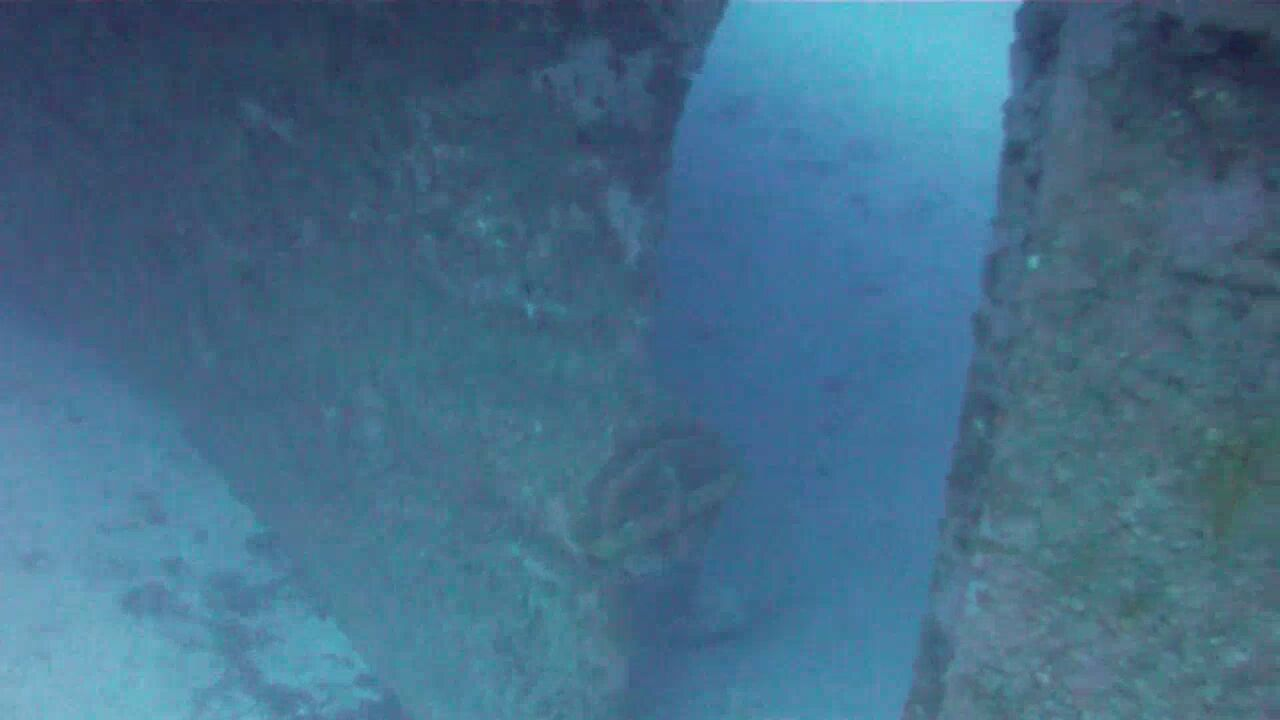
Le gouvernail et l'arbre d'hélice
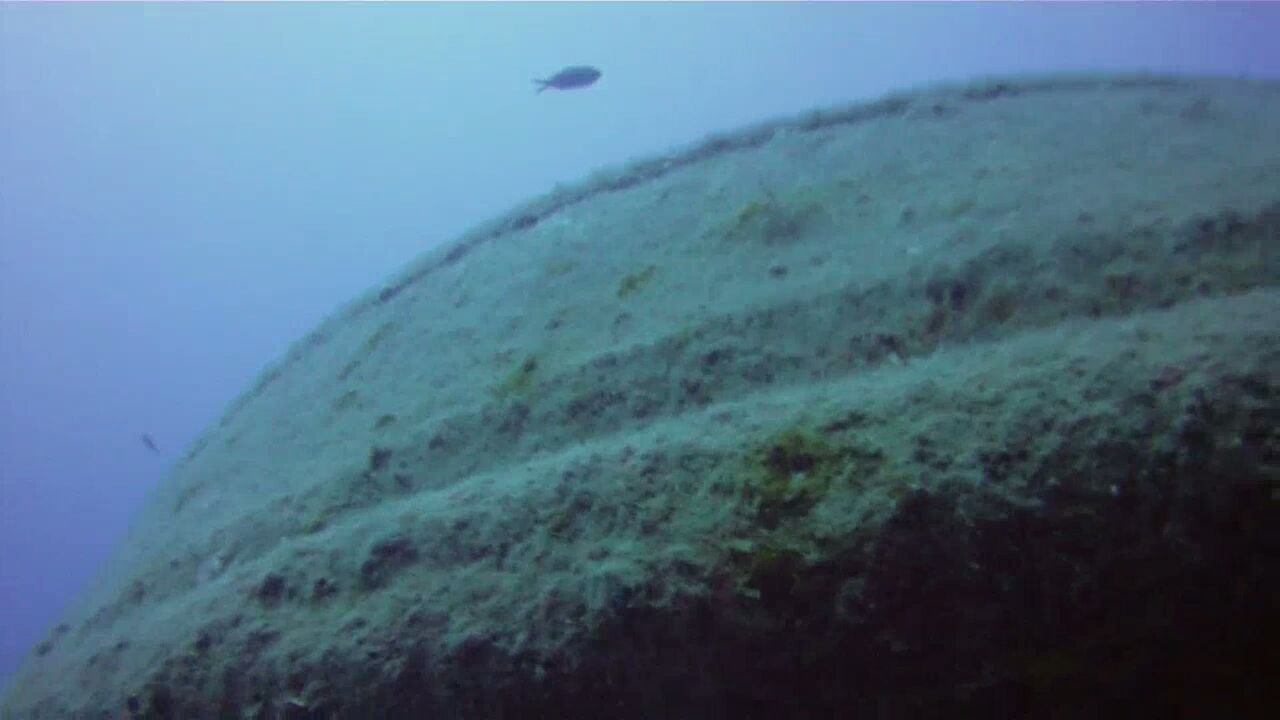
L'arrivée par la poupe
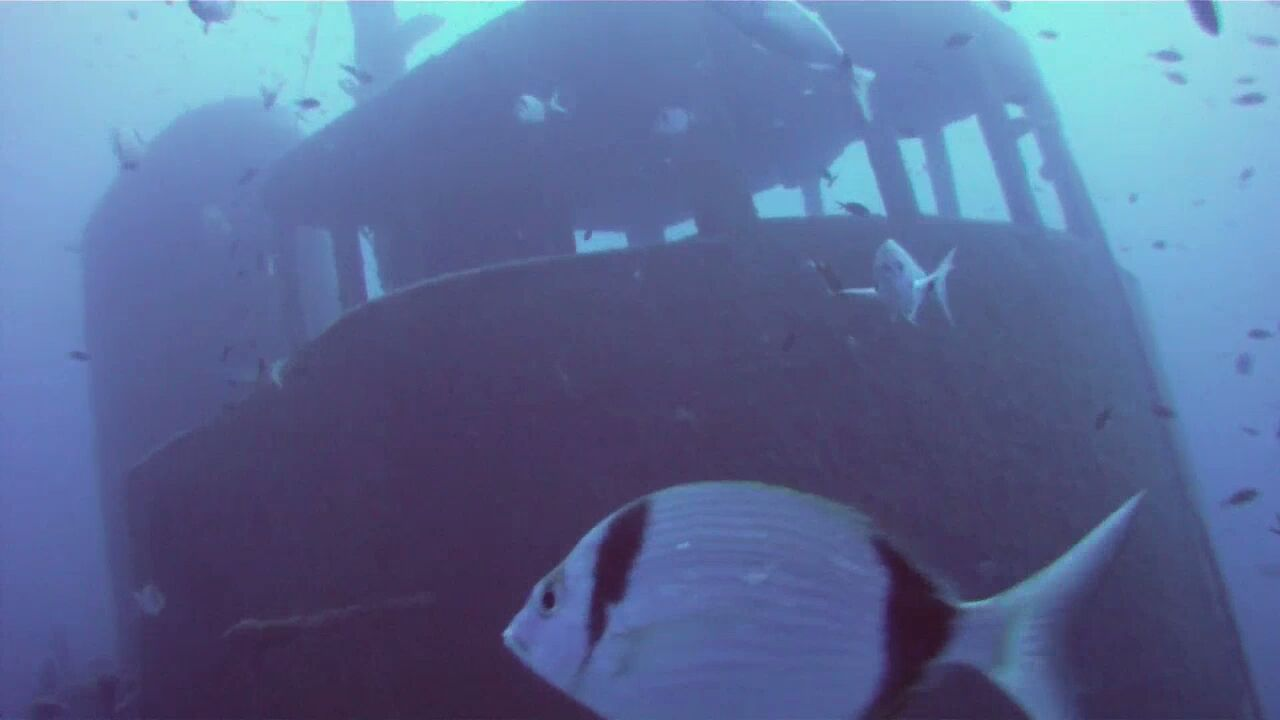
Un sar devant la passerelle
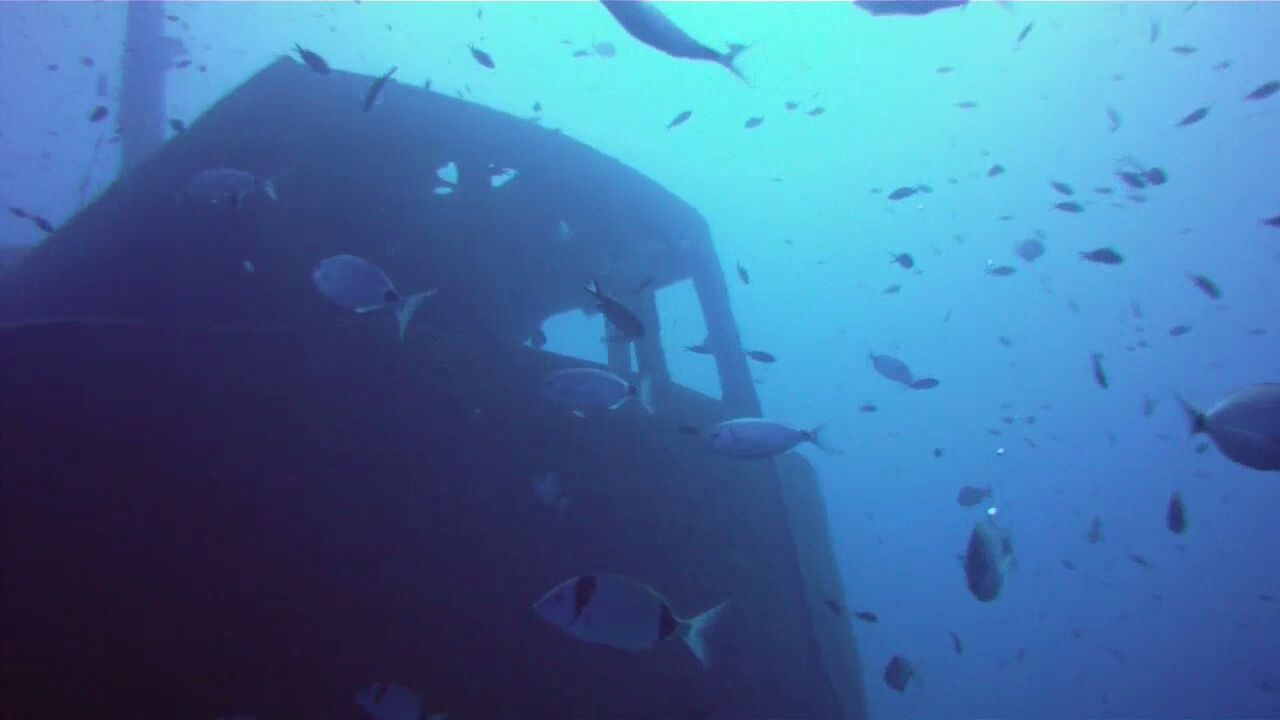
La passerelle
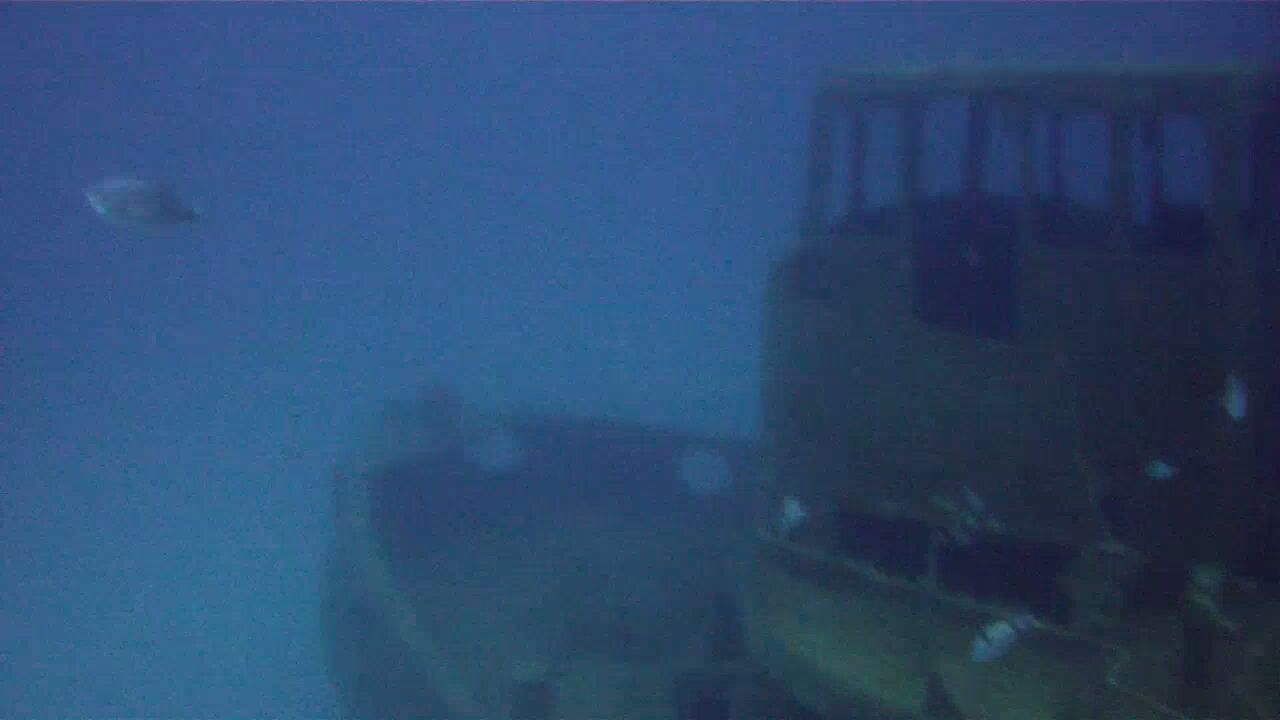
La proue et la passerelle
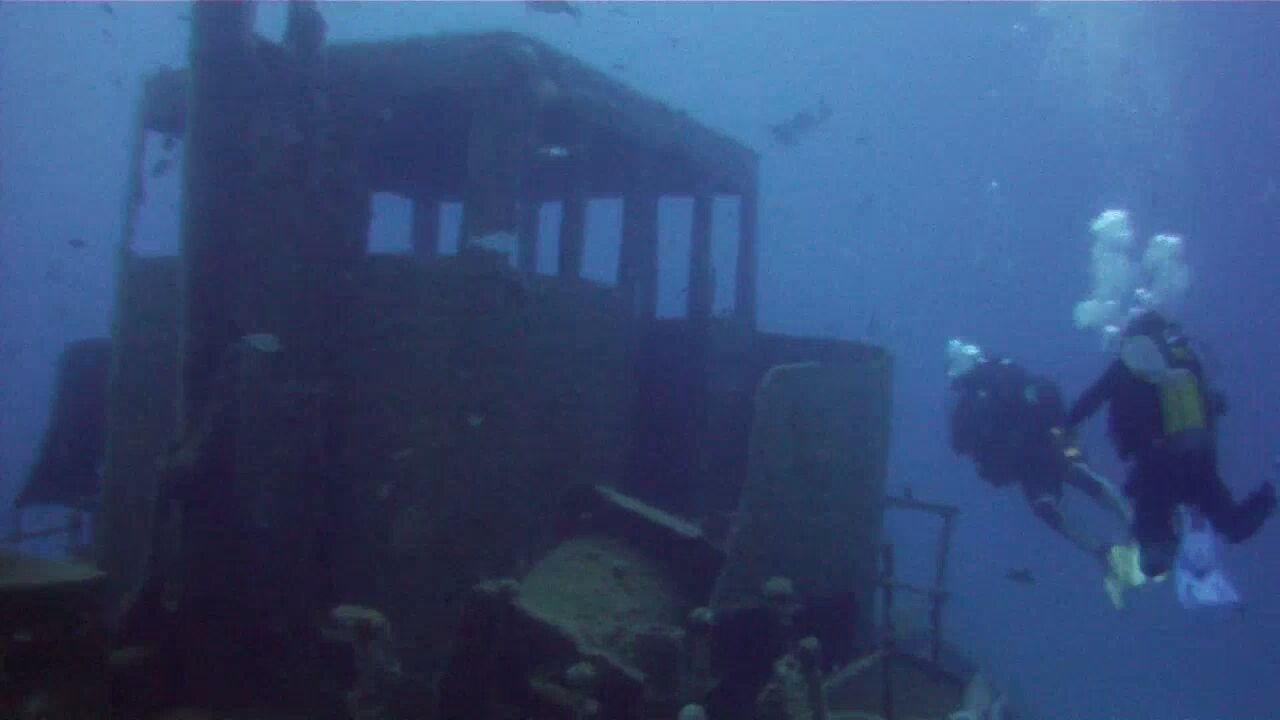
Deux plongeurs autour de la passerelle
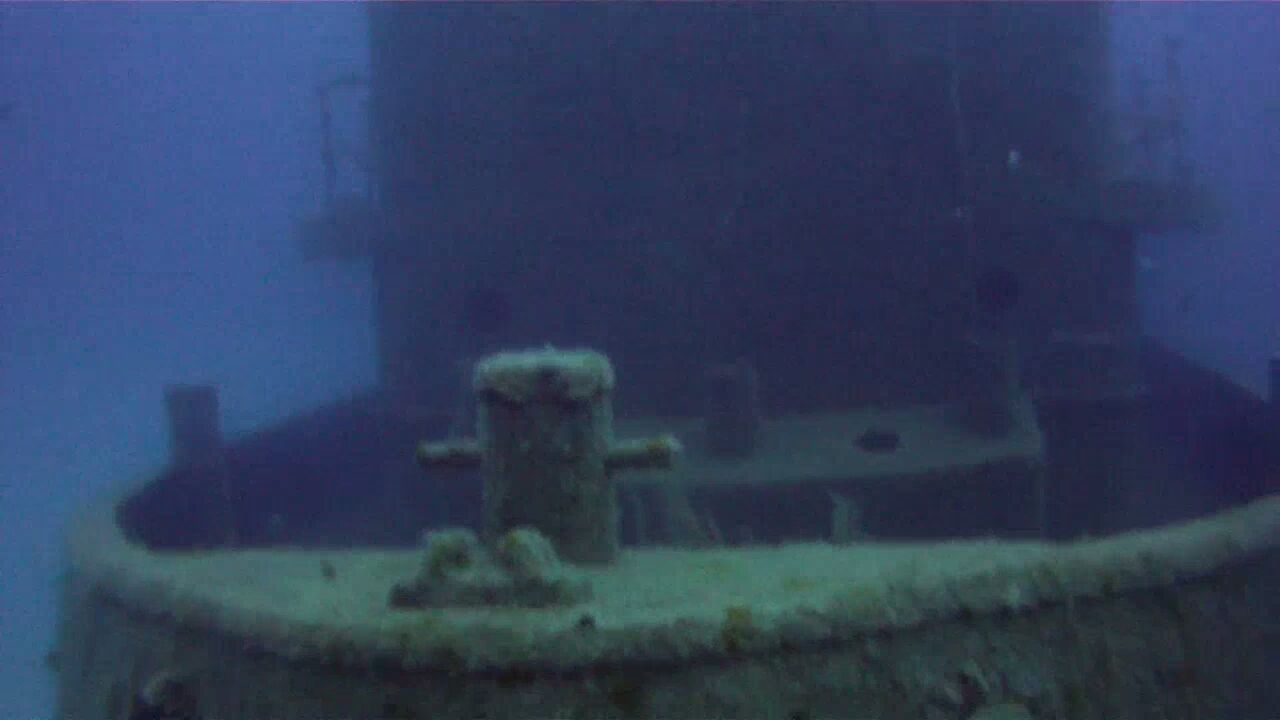
La proue
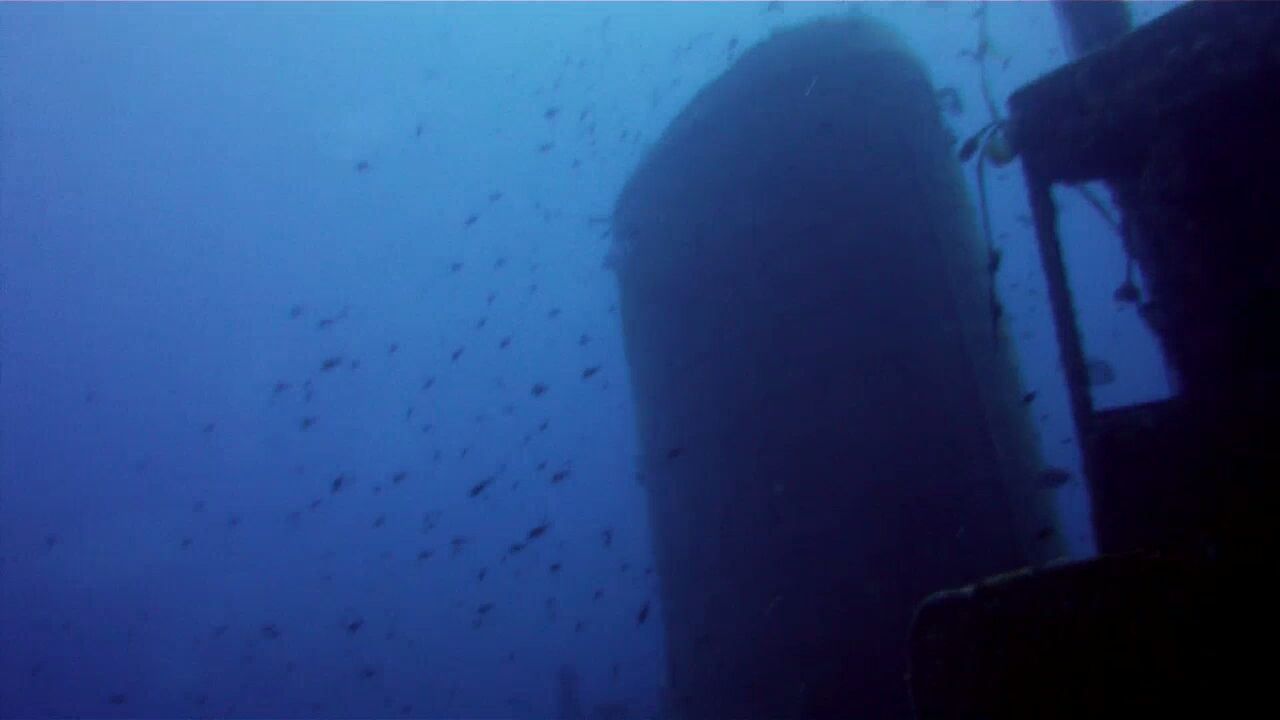
La cheminée
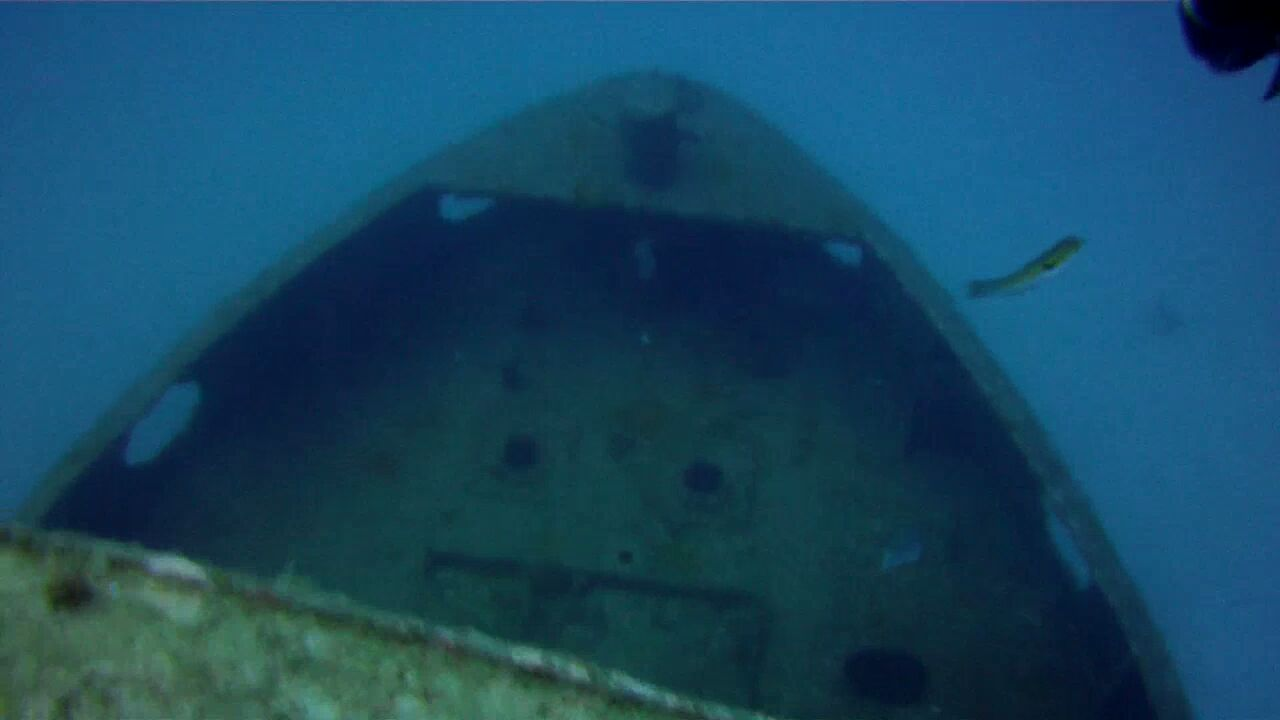
La proue vue de la passerelle
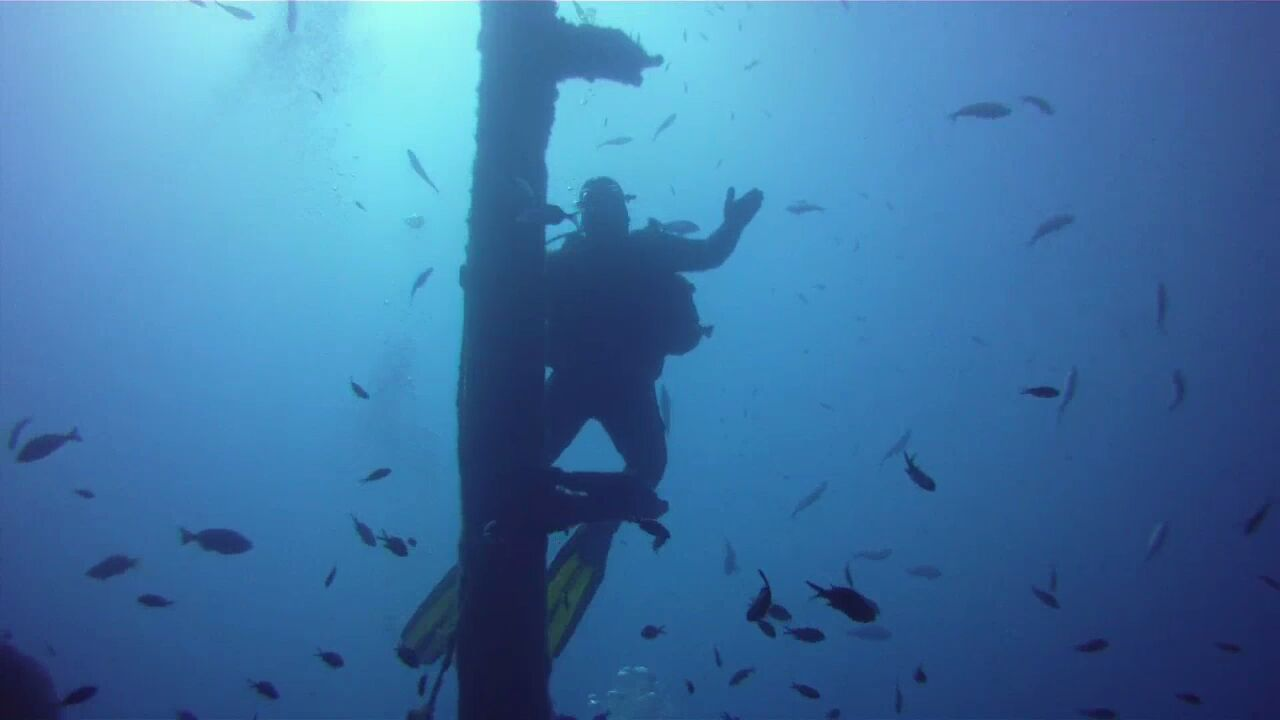
Le mat du Rozi
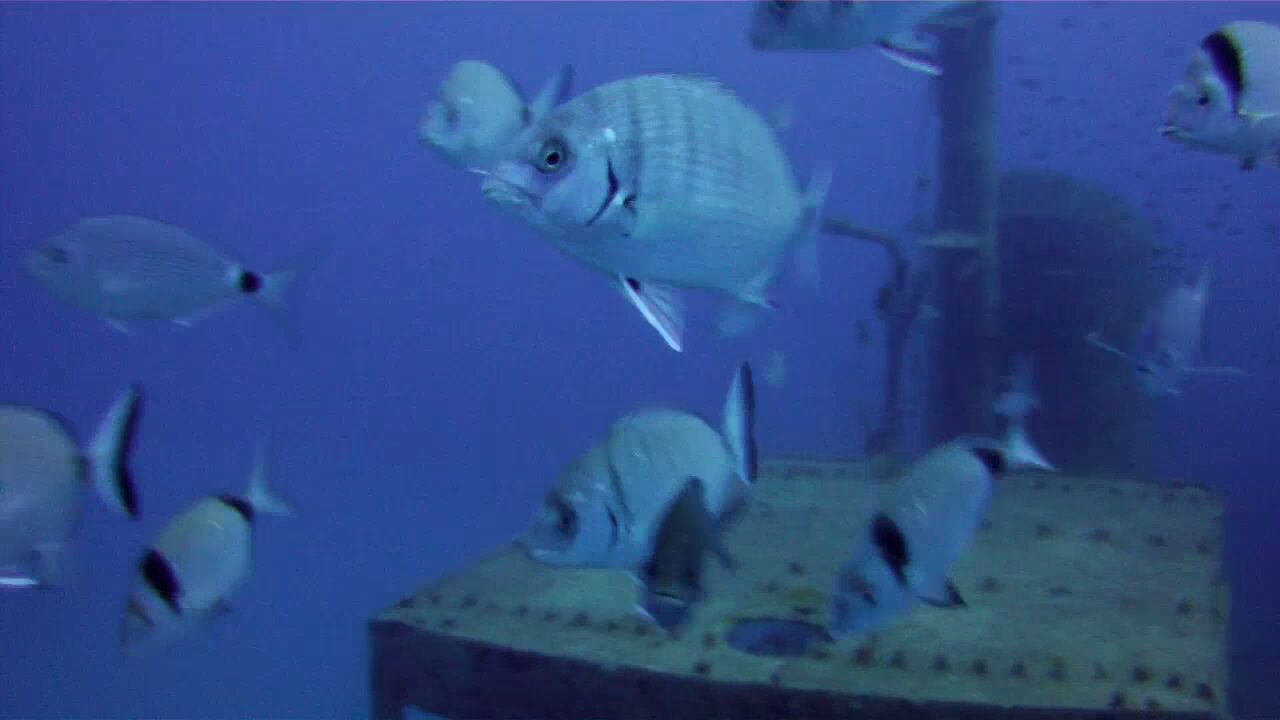
Un banc de sars devant l'épave
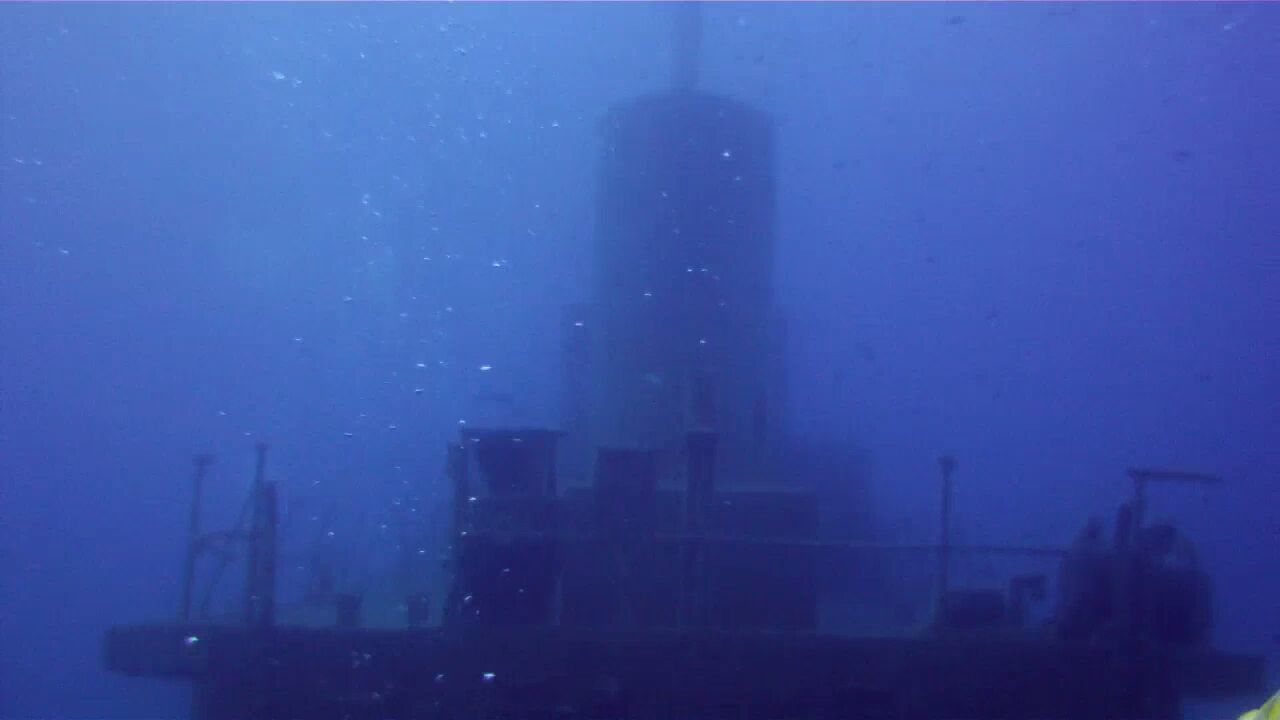
La cheminée et le château

## Vidéothèque
- « Plongée sur le Rozi et le P29 » (mai 2014)
- « Plongée sur le Rozi » (mai 2014)
- « Plongée sur le Rozi » (juin 2013)